# Ферма 3 (Павлодарская область)
Ферма 3 (каз. ферма 3) — населённый пункт в Майском районе Павлодарской области Казахстана. Входит в состав Кентубекского сельского округа. Код КАТО — 555639400.

## Население
В 1999 году население населённого пункта составляло 126 человек (71 мужчина и 55 женщин). По данным переписи 2009 года, в населённом пункте проживали 22 человека (14 мужчин и 8 женщин).